# Biaquino VII da Camino
Biaquino VII da Camino (1316 circa – 1337) è stato un nobile italiano.
Figlio di Tolberto III da Camino e della sua seconda moglie Samaritana Malatesta, rimase orfano in giovanissima età: per questo motivo la madre ne divenne tutrice, così come lo divenne della sorella maggiore Beatrice.

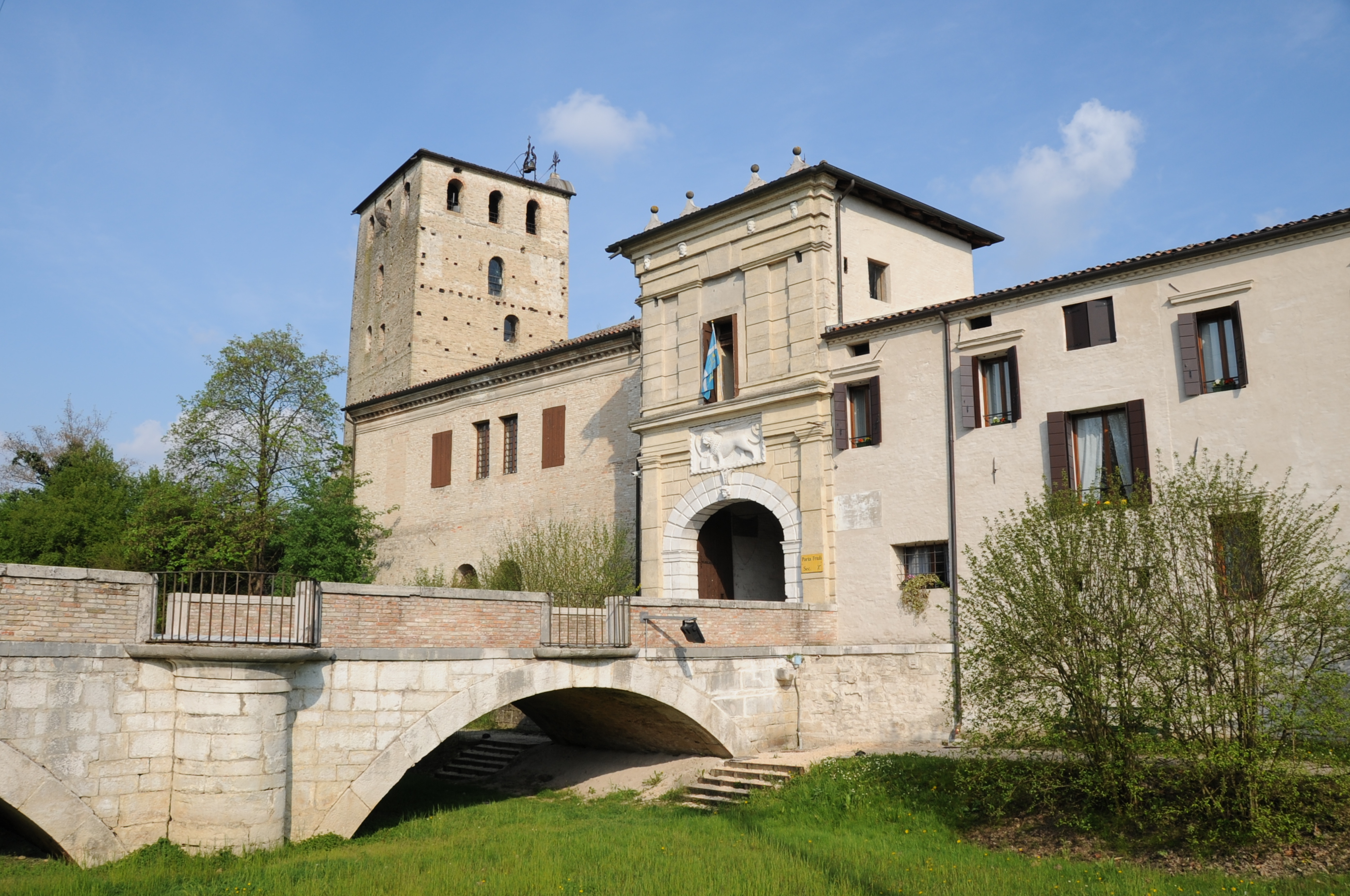
Veduta di Portobuffolé.

Samaritana, rimasta vedova, scelse come dimora per sé e i figli il borgo di Portobuffolé, acquisito su iniziativa del marito dieci anni prima dal vescovo di Ceneda, ed iniziò a comandare su questo castello e su quelli, vicini, di Camino, Motta e Cessalto.
Tale scelta causò in seguito degli attriti tra Samaritana e Guecellone VIII, figlio del fratello del marito defunto. Nel 1326 Samaritana sarebbe quindi stata costretta a lasciare Portobuffolé insieme alla prole, e avrebbe chiesto aiuto e protezione al Doge di Venezia Francesco Dandolo.
Nel 1330 intervenne, come mediatore, il Patriarca di Aquileia Pagano della Torre: egli tuttavia non riuscì a risolvere la questione, la quale si riaccese dopo la sua morte, avvenuta due anni dopo. Nel 1336, comunque, Biaquino venne riammesso nelle proprie giurisdizioni insieme alla madre, la quale aveva fatto nuovamente ricorso presso la Repubblica di Venezia e il podestà di Treviso Pietro Dal Verme.
L'anno successivo Biaquino venne ucciso: aveva quindi circa vent'anni. Ma il processo aperto da Venezia per identificare i responsabili non riuscì nell'obbiettivo.
Nel 1339, anche a seguito dei fatti di tre anni prima, Portobuffolé e il suo territorio entrarono a far parte a pieno titolo dei domini di Terraferma veneziani.

## Matrimonio
Biaquino sposò la nobile lombarda Pomina della Torre, parente del Patriarca di Aquileia Pagano. La coppia non ebbe figli.